# Deborah Warner
Deborah Warner (Oxford, 1959. május 12. –) brit filmrendező, színházigazgató.

## Élete
Deborah Warner 1959. május 12-én született Oxfordban Roger Harold Metford Warner és Ruth Ernestine Hurcombe gyermekeként.
Tanulmányait a St. Clare's College-ban, Oxfordban, illetve a londoni Központi Beszéd- és Drámaművészeti Főiskolán végezte el.
1980-1986 között a Kick Színház alapító művészeti igazgatója volt. 1987-1989 között a Royal Shakespeare Company rendezője volt, ahol hosszú ideig Fiona Shaw ír színésznővel dolgozott együtt. 1989-1998 között a National Theatre rendezője volt. 1999-ben ő rendezte Az utolsó ősz című filmet, amelyben Michael Gambon és Maggie Smith is szerepelt. Szabadúszóként a dublini Abbey Színházban, a BBC TV-ben, a leedsi Északi Operában, a salzburgi, a glyndebourne-i fesztiválon dolgozik.

## Színházi rendezései
- William Shakespeare: Vihar; Lear király; Szeget szeggel; Corionalus
- Büchner: Woyzeck (1981, 1982)
- Brecht: A szecsuáni jólélek (1989)
- Szophoklész: Elektra (1989)
- Beethoven: Fidelio (2001)

## Filmjei
- Hedda Gabler (1991)
- Performance (1993)
- Don Giovanni (1995)
- Átokföldje (1996)
- II. Richárd (1997)
- Az utolsó ősz (1999)

## Díjai
- Az Evening Standard díja (1988, 1998, 2002)
- Laurence Olivier-díj (1989, 1992)
- Obie-díj (2003)

## Fordítás
- Ez a szócikk részben vagy egészben  a   Deborah Warner című angol Wikipédia-szócikk fordításán alapul.  Az eredeti cikk szerkesztőit annak laptörténete sorolja fel. Ez a jelzés csupán a megfogalmazás eredetét és a szerzői jogokat jelzi, nem szolgál a cikkben szereplő információk forrásmegjelöléseként.